# Port lotniczy Agstafa
Port lotniczy Agstafa – port lotniczy położony w Agstafie, w Azerbejdżanie. Obsługuje głównie połączenia krajowe.